# Bulbophyllum kenejiense
Bulbophyllum kenejiense là một loài phong lan thuộc chi Bulbophyllum.